# Mike Krieger

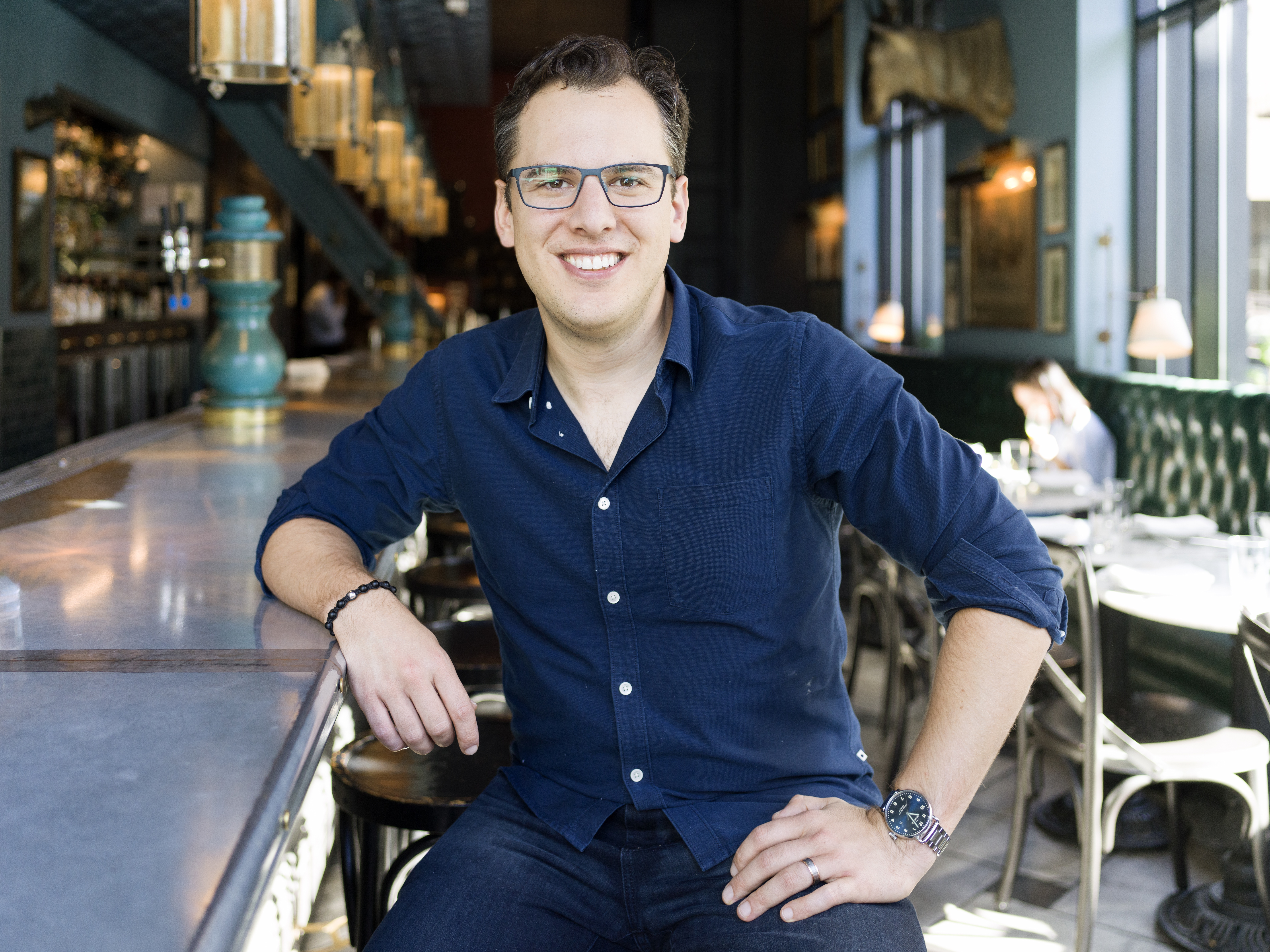
Mike Krieger

Michel „Mike“ Krieger (* 4. März 1986 in São Paulo) ist ein brasilianischer Unternehmer und Software-Entwickler, der zusammen mit Kevin Systrom die iOS- und Android-App Instagram entwickelt hat.

## Leben
Krieger wuchs in São Paulo auf und zog 2004 nach Kalifornien, um an der Stanford University Kognitionswissenschaft zu studieren. Hier lernte er Kevin Systrom kennen. Mit ihm zusammen entwickelte er im Jahr 2010 die Multimedia-Anwendung Instagram.
Nachdem Instagram im Jahr 2012 für ca. 1 Milliarde US-Dollar an Facebook verkauft wurde, war er zwischen 2012 und 2018 weiterhin als Technischer Direktor (CTO) für Instagram tätig, verließ das Unternehmen im Herbst 2018 jedoch nach Meinungsverschiedenheiten mit der Konzernmutter Facebook.